# Ese que va por ahí
Ese que va por ahí es la segunda producción discográfica del cantante y compositor Jeremías (la primera bajo la firma de Universal Music Latino) y fue lanzado al mercado el 2 de mayo del 2006. Del disco salieron tres sencillos: "Ahora", "Uno y uno es igual a tres" y "Hay un amor afuera".

## Lista de canciones
| N.º | Título                                        | Duración |  |
| 1.  | «Uno y uno es igual a tres»                   | 3:52     |  |
| 2.  | «Dime»                                        | 2:42     |  |
| 3.  | «Yo solo sé que solo no sé nada»              | 4:11     |  |
| 4.  | «Ese que va por ahí»                          | 3:59     |  |
| 5.  | «Mientras tanto»                              | 3:53     |  |
| 6.  | «Ahora»                                       | 3:32     |  |
| 7.  | «Sin despedirte»                              | 3:14     |  |
| 8.  | «Tiempo»                                      | 4:38     |  |
| 9.  | «Demonios»                                    | 3:10     |  |
| 10. | «Igual que ayer»                              | 3:01     |  |
| 11. | «Hay un amor afuera»                          | 3:23     |  |
| 12. | «Desde mi balcón»                             | 4:28     |  |
| 13. | «Yo solo sé que solo no sé nada (Radio edit)» | 4:01     |  |